# Bataille de Muehlberg
La bataille de Muhlberg est une bataille qui se déroula le 24 avril 1547 entre les troupes de la ligue de Smalkalde et les troupes de Charles Quint. Malgré sa victoire écrasante, l’Empereur, à l'instigation de son ministre Granvelle, eut l'habileté d'entamer des négociations avec les protestants : il mit par là un terme à la guerre civile (paix d'Augsbourg), et put retourner l'essentiel de ses forces contre la France (guerres d'Italie).

## Contexte
L'année 1547 se présentait sous les meilleurs auspices pour Charles Quint dans sa lutte contre les princes protestants unis sous la bannière de la ligue de Smalkalde : la neutralité des puissances étrangères au Saint-Empire était à présent assurée, surtout depuis que la France avait signé la trêve de Crépy-en-Laonnois (1544) ; et après de longues négociations avec le pape Paul III, le Saint-Siège acceptait de cofinancer l'effort de guerre contre les « évangéliques ».
En outre, Charles Quint était parvenu à ouvrir une brèche dans l'union des princes protestants. Le duc Maurice de Saxe, aîné de la dynastie albertine des ducs de Saxe, était perpétuellement en conflit avec son cousin de la branche ernestine, l'électeur Jean-Frédéric de Saxe. Aussi, lors de la signature du traité de Prague (de), le 14 octobre 1546, Charles Quint fit-il miroiter au duc Maurice l'espoir de reprendre la charge d'électeur à son cousin s'il se ralliait à l'empereur. Charles Quint parvint aussi à soudoyer quelques princes d'Allemagne du Nord moyennant subsides.
Le prétexte pour la reprise des hostilités fut la mise au ban de la Saxe électorale et de la Hesse, au motif que ces deux États avaient envahi la principauté de Brunswick-Wolfenbüttel. L'empereur comptait bien, par cette condamnation, pousser d'autres nobles protestants à la rébellion.
Au cours de l'année 1546, l'armée impériale, renforcée des troupes bavaroises, enleva sans difficultés toutes les places protestantes d'Allemagne méridionale. Le duc Maurice, pendant ce temps, attaquait à l'improviste la Saxe électorale, contraignant l'armée ennemie à se replier vers le nord sur Wittemberg. Et en effet, en avril 1547, les troupes protestantes, quelque 7 000 hommes menés par le prince-électeur Jean-Frédéric de Saxe, progressent vers Wittemberg par la rive nord de l'Elbe, via Torgau, à travers les marécages de Meissen.

## Déroulement

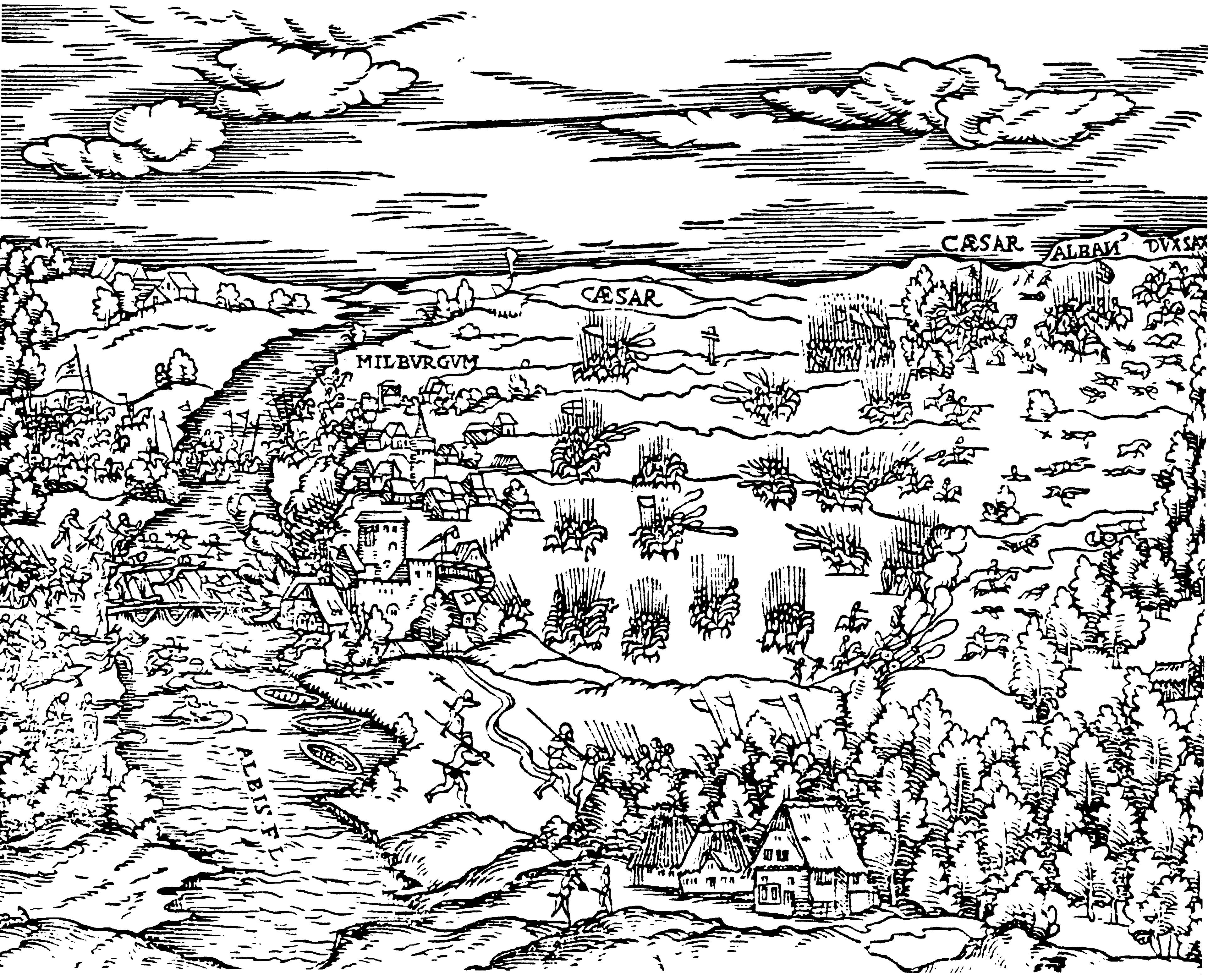
Bataille de Muehlberg, Gravure sur bois (1550)

Au matin du 24 avril, elles s'apprêtaient à reprendre la route : seuls quelques postes de garde et avant-postes couvraient leur dispositif du côté de l'Elbe, car il paraissait impossible que l'armée impériale puisse rapidement franchir le fleuve. L'électeur de Saxe avait d'ailleurs convié la plupart des officiers à assister à l'office divin sous une tente ce matin-là, abandonnant la troupe à elle-même.
Entretemps, des soldats et gentilshommes comtois de l'armée de Charles Quint avaient pu franchir le fleuve, soit à la nage, soit à un gué un peu plus éloigné. Le combat s'engagea aux avant-postes, mais les quelques gardes de faction se replièrent peu à peu vers le camp. L'électeur de Saxe donna l'ordre de repli, son armée ne pouvant faire face aux 13 000 fantassins et aux 4 000 cavaliers de l'armée catholique. Toutefois, ses troupes n'eurent pas le temps de rejoindre les places fortes de Torgau et de Wittemberg et furent massacrées en rase campagne.
Un parti de hussards espagnols et hongrois, suivi de cuirassiers napolitains, poursuivit l'électeur Jean-Frédéric dans le petit bois de Falkenberg. Le prince fit face à ses poursuivants, se battit hardiment jusqu'à ce qu'il soit atteint au visage d'un coup de sabre. Fait prisonnier, il fut livré à Ferdinand Alvare de Tolède, duc d'Albe, puis amené devant Charles Quint.

## Conséquences

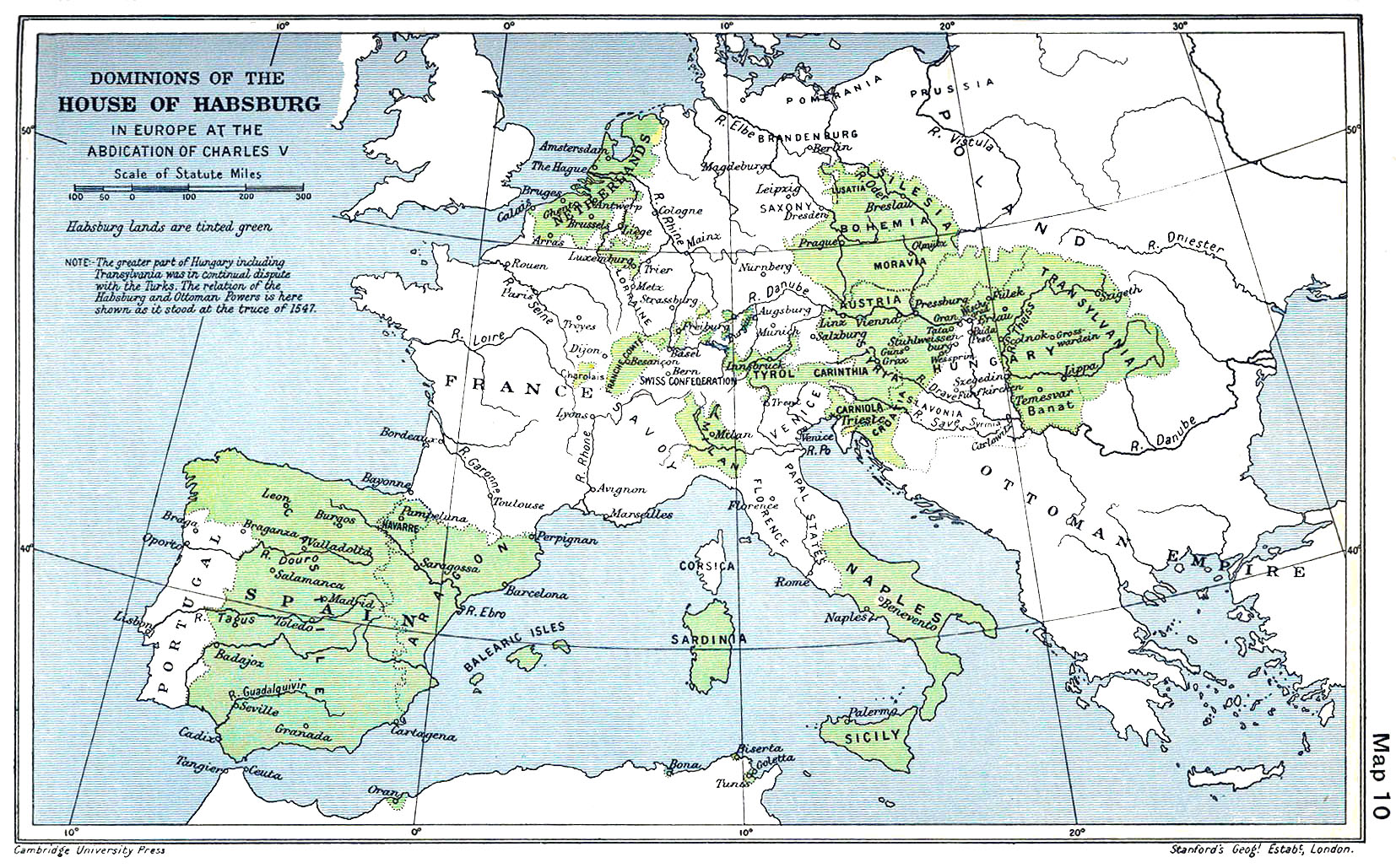
Les possessions des Habsbourg après Mühlberg.

La défaite de Mühlberg fut sanctionnée par la dissolution de la ligue de Smalkalde. La guerre de Smalkalde fut conclue un mois plus tard par la capitulation de Wittemberg, le 19 mai 1547.
Jean-Frédéric de Saxe fut déchu de la dignité d'électeur et dut céder une grande partie de ses terres à Maurice de Saxe, allié de Charles Quint. Il ne restait plus à la dynastie des Ernestins que leurs possessions de Thuringe.
Au plan confessionnel, les princes et villes protestantes vaincus durent faire leur soumission devant le tribunal religieux d'Augsbourg, où ils se virent imposer par l'intérim d'Augsbourg des pratiques plus « orthodoxes ».
Le roi de Bohême Ferdinand Ier, qui avait assisté son frère dans la lutte contre les protestants, obtint en retour carte blanche pour la répression des protestants dans son royaume. Peu après, il châtia également les six villes de Haute-Lusace dont les troupes avaient fait défection à l'empereur lors de la bataille du 23 avril 1547 (répression connue sous le nom d'Oberlausitzer Pönfall (de)).
Le monastère de Dobrilugk, qui avait été occupé et profané par les troupes de l'électeur de Saxe, fusionna avec le monastère de Basse-Lusace.

## Source
- Pál Zsigmond Pach (dir.), History of Hungary book-series (10 tomes): History of Hungary 1526-1686, First book, Éditions Ágnes Várkonyi R., Akadémia Kiadó, Budapest, 1985  (ISBN 963 05 0929 6).